# WPGP
WPGP (1250 AM) é uma estação de rádio em Pittsburgh, Pensilvânia, Estados Unidos, transmitindo com uma potência de 5.000 watts. A estação pertence e é operada pelo Salem Media Group.

## História
A estação é uma das cinco estações originais de Pittsburgh, assinando em 4 de maio de 1922 como WCAE. Ela era originalmente de propriedade da Kaufmann & Baer, da Pittsburgh, e operava a 833 kHz (como todas as estações faziam na época); mudou-se para 750 & k2 kHz em dezembro e para 650 em maio de 1923.